# Trachyliopus minor
Trachyliopus minor är en skalbaggsart som först beskrevs av Leon Fairmaire 1902.  Trachyliopus minor ingår i släktet Trachyliopus och familjen långhorningar.
Artens utbredningsområde är Madagaskar. Inga underarter finns listade i Catalogue of Life.